# Операція «Памфлет»
Операція «Памфлет» (англ. Operation Pamphlet) також відома як «конвой Памфлет» (англ. Convoy Pamphlet,) — військова операція Другої світової війни, проведена союзниками в січні та лютому 1943 року з метою репатріації 9-ї піхотної дивізії австралійської армії з Єгипту.
Під час перетину Індійського океану та уздовж узбережжя Австралії конвой захищали кілька військово-морських сил союзників від можливих атак японських військових кораблів. Ближче до кінця січня 1943 року війська 9-ї дивізії почали висадку на транспортні кораблі, і 4 лютого операція почалася. Підготовка почалася після того, як британський і американський уряди прийняли запит австралійського уряду про репатріацію 9-ї дивізії, припинивши участь Других австралійських імперських сил у північноафриканській кампанії. Перед прийняттям цього рішення Вінстон Черчиль і Франклін Делано Рузвельт намагалися переконати прем'єр-міністра Австралії Джона Кертіна не виводити австралійські війська до повної перемоги союзників у Північній Африці. Кертін, однак, не був готовий прийняти таку пропозицію, оскільки командири союзників, які діяли в південно-західній частині Тихого океану, вважали, що підтримка 9-ї дивізії була необхідною для посилення військ, дислокованих у Новій Гвінеї.
Конвой був підготовлений у Червоному морі біля Массауа в період з кінця січня до початку лютого 1943 року. Кораблі вирушили в Індійський океан 4 лютого і після дозаправки на атолі Адду благополучно прибули в порт Фрімантл 18 лютого. Під час подорожі не відбулося ніяких сутичок між кораблями союзників і японцями. Чотири транспортних судна продовжують рух до східного узбережжя Австралії; один причалює в Мельбурні 25 лютого, а решта прибуває в Сідней через два дні. Після повернення до Австралії 9-та дивізія зробила великий внесок в операції в Новій Гвінеї наприкінці 1943 року.

## Стратегічний контекст

### 9-та дивізія на Середньому Сході
У 1940 і 1941 роках три піхотні дивізії та кілька частин, приписаних до 1-го корпусу AIF, були розгорнуті на Близькому Сході, де вони брали участь у кількох кампаніях проти німецьких, італійських та французьких військ режиму Віші. Після початку війни на Тихому океані весь корпус, а також 6-та і 7-ма піхотні дивізії повернулися до Австралії для посилення оборони країни.
Тим часом австралійський уряд прийняв вимоги Великобританії та США тимчасово залишити 9-ту дивізію на Близькому Сході в обмін на розгортання більшої кількості підрозділів армії США в Австралії та підтримку Британії. 9-та дивізія зіграла важливу роль під час Першої битви за Ель-Аламейн у липні 1942 року та Другої битви за Ель-Аламейн між 23 жовтня та 4 листопада ·  ·  · . Дивізія втратила багато своїх людей під час цієї останньої битви та мало брала участі у вистеженні відступаючих військ Осі.

### Кроки для репатріації дивізії
У жовтні 1942 р. кілька факторів змусили уряд Австралії відкликати 9-у дивізію. По-перше, уряд та командир австралійських військових сил, генерал Томас Блеймі, мали бажання полегшити військові зусилля 6-ї та 7-ї дивізій під час кампанії Нової Гвінеї, і Блеймі вважає, що 9-а дивізія краще підготовлена до цього завдання, ніж міліція австралійської резервної армії або підрозділи американської армії. Зі свого боку, командир союзних сил району Південно-Західного Тихого океану генерал Дуглас Макартур чинить тиск на американські та австралійські уряди, щоб вони просили підкріплення під час наступу проти японських позицій. Тоді австралійський уряд хотів сконцентрувати свою армію в одному театрі, враховуючи зростаючі труднощі у пошуку підкріплень після втрат, яких зазнала 9-а дивізія на Близькому Сході, а також політичні труднощі, пов'язані з впровадженням процедур, що дозволяють міліції підрозділів служити за межами країни. До цього додається значне падіння моралі солдатів у разі тривалого перебування за межами австралійської території.
17 жовтня 1942 р. прем'єр-міністр Австралії Джон Кертін відправив дипломатичну телеграму до британського прем'єр-міністра Вінстона Черчиля, щоб попросити повернення 9-ї дивізії в Австралію. У телеграмі Кертін заявляє, що через дефіцит робочої сили в Австралії та вимоги, пов'язані з війною в Тихому океані, більше неможливо забезпечити достатню кількість підкріплення для підтримки дивізії на Близькому Сході. Враховуючи 9-ту дивізію як суттєвий актив для наступного наступу в Ель-Аламейні, британський уряд виступає проти цього запиту. 29 жовтня, через шість днів після початку битви, Кертін відправив ще одну телеграму до Черчілля, заявивши, що Австралія потребує дивізії в Тихому океані для участі в нових наступах. 1 листопада американський президент Франклін Делано Рузвельт написав Кертіну, щоб запропонувати йому розгортання додаткової дивізії американської армії в Австралії, у відповідь на підтримку 9-ї дивізії на Близькому Сході. Кертін, під тиском МакАртура, відкидає цю пропозицію 16 листопада і знову вимагає репатріації 9-ї дивізії.

### Ратифікація операції
21 листопада 1942 р. генерал Гарольд Олександр, командир командування на Близькому Сході, повідомив генерала Леслі Моршехеда про майбутню репатріацію 9-ї дивізії · . 2 грудня Черчиль заявив австралійському уряду, що він намагався переконати Рузвельта дозволити 9-й дивізії повернутися, але стратегічний вплив, що є результатом цього може зменшити особовий склад американських військових сил у Великобританії та Північній Африці на 30 000 чоловіків. Він також сказав, що через дефіцит кораблів важке обладнання 9-ї дивізії повинно було залишитися на Близькому Сході. 3 грудня Рузвельт написав Кертіну, щоб запропонувати залишити 9-у дивізію на Близькому Сході до остаточної поразки сил Осі в Північній Африці. Президент також обіцяє Кертіну, що 25-а піхотна дивізія буде переведена в Австралію протягом місяця грудня · . Слідом за цими повідомленнями, австралійський уряд попросив поради від Блеймі та МакАртура, щоб дізнатися, чи необхідно, щоб 9-а дивізія повернулася в країну з усім її важким обладнанням. Двоє чоловіків стверджують, що це не буде потрібно, оскільки американці забезпечать все обладнання, необхідне для солдатів 9-ї дивізії після повернення в Австралію.
8 грудня Кертін знову наполягав на необхідності якомога швидше повернути 9-ту дивізію в Австралію, щоб компенсувати втрати, яких зазнала армія після останніх епідемій тропічних захворювань; тим більше, що наявність дивізії має важливе значення для підготовки до союзних наступів у Тихому океані. У своєму повідомленні він приймає, що важке обладнання залишиться на Близькому Сході і вимагає, щоб дивізя повернулася до Австралії з мінімумом, щоб підготуватися до бою на південному-заході Тихого океану. Жодна інша дискусія з цього питання не проводиться, і 15 грудня Черчиль повідомляє Кертіна, що транспортні кораблі будуть доступні наприкінці січня для репатріації 9-ї дивізії та частини її обладнання.
Внесок військ 9-ї дивізії у другій битві при Ель-Аламейні закінчився 5 листопада 1942. Вони вирушили 30 листопада і прибули до Палестини 9 грудня. Згодом дивізія встановила свій табір у населеному пункті між Газою та Кастіною, де деякі солдати відпочивають, а інші тренуються. 22 грудня всі війська дивізії брали участь у військовому параді в аеропорту Гази · .

## Приготування до операції
Підготовка до конвою розпочалася наприкінці грудня 1942. 26 грудня всі командири Першої австралійської імперської сили (AIF) на Близькому Сході повідомляються про операцію, спочатку відому під  кодовою назвою "Ліддінгтон". Для цього випадку створений посилений план безпеки, і підлеглий персонал повідомляється про передачу своїх підрозділів в Єгипет. Багато членів AIF вважають, що спочатку відбудеться підготовка до нових наступів у Середземномор'ї, але в міру просування підготовки стає очевидним, що підрозділи збираються здійснити довгу поїздку в морі. На початку місяця січня 1943 року, артилерія, танки і інше важке обладнання 9-ї дивізії зберігалося на складах озброєння, і 16 січня дивізія почала переходити до району Суецького каналу, звідки вона повинна була висадитися на кораблі · . У цей період весь особовий склад, призначений в RDP (Reinforcement Depot in Palestine) AIF, зібрався з 9-ю дивізією, значно збільшуючи кількість пасажирів, уповноважених для посадки . Щоб досягнути точки посадки, дивізія переходить у групах; деякі проводять один або два дні в транзитному таборі в Кассіні, де всі транспортні засоби, що використовуються для транспортування, надаються британським властям. Перш ніж виїхати з Близького Сходу, 9-а дивізія тренувала висадку та війну в джунглях. У січні кожна бригада проводила три дні, роблячи вправи на нерівній місцевості поблизу Бейта Джибріна. Більшість командирів бригади та декілька офіцерів з кожного з піхотних батальйонів також дотримуються короткотермінової підготовки з воєнної операції висадки з британськими експертами на озері Амер в Єгипті.
Наприкінці 1942 р. королівський військово-морський флот зробив свій внесок у репатріацію 9-ї дивізії, задіявши чотири великі транспортні кораблі для операції. На початку Комітет британських начальників штабів запропонував Черчилю перетнути Індійський океан без захисного супроводу, але, оскільки частина океану знаходилася в межах досяжності японських військово-морських сил, що базувалися в Сінгапурі, підводні човни яких вже нападали на декілька кораблів поблизу Адена, ця пропозиція вважається ризикованою, тим більше, що навряд чи рух такої кількості військ може зберігатися в секреті · . Крім того, навігація без супроводу конвою порушує тривалу політику, що полягає в тому, щоб задіювати принаймні один корабель для захисту конвою військ у цьому регіоні, і тому не була прийнята австралійським урядом. У листопаді Комітет начальників штабів вирішив присвоїти супроводу конвой, однак, не розповідаючи деталі про кількість присвоєних кораблів.
Кораблі, що використовуються для операції - це пароплави RMS Aquitania, île-de-France, SS Nieuw Amsterdam та Queen Mary; ці чотири кораблі вже перевозили австралійських солдатів до різних місць, включаючи Близький Схід · . До їх прибуття до Суецу, лінійні лайнери відповідали за перевезення військ союзників на великі відстані. Aquitania прибуає з Австралії 5 січня, Queen Mary прибуває з Сполученого Королівства 18 січня, Nieuw Amsterdam прибуває 31 січня після того, як він подорожував узбережжям Східної Африки і, нарешті, Île-de-France, який прибуває в Суец в кінці січня · . На додаток до чотирьох лайнерів, допоміжний крейсер SS Queen of Bermuda, реквізований союзниками для зміцнення супроводу конвою та посадки австралійського особового складу. Чотири лінійні лайнери озброєні зенітними гарматами, якими керує кваліфікований персонал, а також двома 6-и дюймовими гарматами кожен. Операція, що полягає в навігації цих кораблів з Єгипту до Австралії, називається операцією Памфлет.

## Подорож

### Перетин Індійського океану
24 січня 1943 солдати AIF почали посадку на військові кораблі. Оскільки порти Суецького каналу занадто малі, щоб чотири кораблі могли бути завантажені одночасно, процес посадки організований таким чином що п'ять кораблів конвою можуть пливти окремо на півночі Червоного моря, а потім перегрупуватися поблизу Массауа, в італійській Ерітреї. Британські есмінці HMS Pakenham, HMS Petard, HMS Derwent та HMS Hero, а також грецький есмінець Королева Ольга залишають Середземноморський флот, щоб захистити кораблі військ від можливих нападів японських підводних човнів під час проходження в Червоному морі ·  · .
Queen Mary - це перший корабель, який закінчив навантаження і залишає порт Тьюфік 25 січня. Через три дні лайнер кидає якір в Массауа і солдати на борту змушені терпіти сильне тепло кают, поки поїздка не буде відновлена. У період з 25 по 30 січня Aquitania здійснює посадку солдатів 20-ї піхотної бригади. Île-de-France, в свою чергу, закінчив навантаження і залишає Єгипет 28 січня, тоді як Nieuw Amsterdam та Queen of Bermuda підіймають якір 1 лютого. Всього 30 985 австралійців висаджуються на борт Queen of Bermuda та інших перетворених лайнерів; Aquitania транспортує 6953, Nieuw Amsterdam 9241, île-de-France 6531, Queen Mary 9995 та Queen of Bermuda 17311. Після від'їзду конвою 622 особового складу AIF залишаються на Близькому Сході; цей показник поступово зменшується до менше 20 у березні 1943.
Вранці 4 лютого п'ять кораблів конвою перебувають біля острова Перим, на Червоному морі, і дістаються до Адена протягом дня · . Есмінці залишають конвой при проході мису Гуардуфуй і замінюються важким крейсером HMS Devonshire, і легким крейсером HMS Gambia. Капітан Джеймс Біссет, командир Queen Mary, призначений комодором операціїц. Чотири великі теплоходи пливуть у верхній частині конвою, слідуючи за ритмом Queen of Bermuda, інші кораблі рухаються зі швидкістю 17 вузлів, а теплоходи, як правило, пливуть зі значно більшою швидкістю. Плануючи якнайшвидше відновити свою звичну діяльність з Queen Mary, Біссет не схвалює ідею плавання конвою з декількох кораблів, оскільки це значно збільшить час, необхідний для закінчення подорожі · .
Коли він дістався до Індійського океану, конвой пливе на південний схід. Оскільки кораблі маневрують зигзагоподібно, вахтові офіцери мають надзвичайно складне завдання уникати зіткнень під час частих поворотів. Незважаючи на те, що вони раді, що нарешті зможуть повернутися, подорож проходить у дуже складних умовах для військ, зокрема через спеку в переповнених каютах. Солдати як можуть відпочивають, займаючись фізичними вправами, засмагаючи або граючи в карти. Однак ті, хто перебуває на борту Queen Mary, мають привілей відвідувати концерти полкового оркестру. Офіцери 9-ї дивізії користуються трохи сприятливішими умовами. Навчання 9-ї дивізії війни в джунглях триває під час поїздки; усі співробітники відвідують конференції, які щодня проводяться офіцерами щодо їхнього досвіду в боях в Тихому океані.

### Захід в порт острова Адду і перші підкріплення ескорту
Конвой прибув на атол Адду ввечері 9 лютого для поповнення продовольства та дозаправки. Адду таємно служив базою постачання для кораблів союзників, що плавали в Індійському океані – факт, який ігнорували австралійці під час їх візитів на атол. Незважаючи на те, що їм не дозволили висадитися, австралійські війська, які звикли до безводної пустелі Близького Сходу, насолоджувалися тропічним ландшафтом атолу. Заправивши кораблі, конвой продовжив свій шлях у другій половині дня 10 лютого.
Сильний ескорт забезпечував охорону конвою під час перетину Індійського океану, який вважався найнебезпечнішим етапом подорожі, оскільки він перебував у зоні дії японських військових кораблів, що базувалися в Сінгапурі. Щоб попередити цю загрозу, ескорт конвою протягом кількох днів забезпечувався силою А британського Східного флоту. Цей флот включєв лінійні кораблі HMS Warspite, HMS Resolution і HMS Revenge, а також легкий крейсер HMS Mauritius і шість есмінців. Коли конвой досяг точки в 800 милях (1300 км) від порту Фрімантл (Західна Австралія), його ескорт був посилений голландськими крейсерами HNLMS Jacob van Heemskerck і HNLMS Tromp, а також есмінцями HNLMS Tjerk Hiddes і HNLMS Van Galen · .

### Фрімантл
Кораблі прибули до Фрімантла 18 лютого. Побачивши австралійський берег, солдати вибухнули радістю, а на палубах кораблів пролунали бурхливі оплески. Nieuw Amsterdam і Queen of Bermuda пришвартувалися в гавані Фрімантла, а інші три військових кораблі пришвартувалися в Гейдж-Роудс. Коли члени 9-ї західноавстралійської дивізії висадилися, кораблі завантажили запаси та пошту. Queen of Bermuda залишив конвой у Фрімантлі, а його 517 пасажирів пересадили на Nieuw Amsterdam, що спричинило значну переповненість лайнера протягом решти подорожі.

### Перетин австралійських морів і завершення операції
Уряд Кертіна вважає, що якщо залишок конвою пройде через австралійські води, він може стати жертвою атаки японських військових кораблів і підводних човнів. На засіданні 17 лютого Військова рада розглянула можливість транспортування решти солдатів залізницею. Цей проект був залишений через обмежену пропускну здатність Трансавстралійської залізниці. Для перевезення 30 000 солдатів дивізії компанії знадобилося б кілька місяців. Тому Рада рекомендує продовжувати конвой із «максимально можливим захистом». Через присутність японських підводних човнів біля узбережжя Австралії після прибуття конвою у Фрімантл було вжито драконівських заходів безпеки: цивільне сполучення між Західною Австралією та Східним узбережжям було перервано на кілька днів, і Кертін наказав ЗМІ не транслювати жодних відомостей про пересування 9-ї дивізії. Під час брифінгу 24 лютого Кертін сказав журналістам, що він не спав добре протягом трьох тижнів через побоювання щодо безпеки конвою · .
При виході з Фрімантла 20 лютого конвой супроводжували HNLMS Jacob van Heemskerck, HNLMS Tjerk Hiddes і австралійський легкий крейсер HMAS Adelaide. Щоб уникнути всіх ворожих кораблів і підводних човнів, що діють біля узбережжя Австралії, маршрут конвою був намічений таким чином, щоб досягти Австралії з півдня. Ескорт було посилено 24 лютого, коли до конвою приєдналася оперативна група № 44, відправлена з Сіднея 17 лютого, до складу якої увійшли важкий крейсер HMAS Australia та американські есмінці USS Bagley, USS Helm і USS Henley. Невдовзі після цього голландські військові кораблі та Adelaïde залишили конвой, щоб супроводжувати Nieuw Amsterdam до Мельбурна, де лайнер пришвартувався вдень 25 лютого. Оперативна група № 44 супроводжувала кораблі, що залишилися, до Сіднея, пливучи вздовж південного узбережжя Тасманії, перш ніж рушити вгору до узбережжя Австралії. Пройшовши східний кінець Бассової протоки, ескорт був посилений Jacob van Heemskerck і французьким есмінцем Triomphant · . Три лайнери прибули до Сіднея 27 лютого 1943 року, завершивши операцію «Памфлет» без найменших інцидентів ·  · . Незважаючи на конфіденційність операції, великі натовпи зібралися навколо порту Джексон, щоб побачити прибуття кораблів. Queen Mary став на якір біля Бредліс Хед, а інші два лайнери пришвартувалися в Вуллумулу. Кертін офіційно оголосив про репатріацію 9-ї дивізії у своїй промові в Палаті представників 23 березня.

## Наслідки
Кораблі, які брали участь в операції Памфлет, швидко призначаються на інші завдання. Після висадки військ у Фрімантлі Queen of Bermuda відправився до Сполученого Королівства 3 березня. 6 березня Nieuw Amsterdam відправився з Мельбурна до Сан-Франциско через Нову Зеландію, з 2189 солдатами на борту. Лайнер прибуває в каліфорнійське місто 22 березня. Після взяття на борт 350 вільних французьких солдатів та близько 150 жінок та дітей, Île-de-France покинув Сідней і відправився до Дурбана 16 березня. 22 березня Queen Mary відплив до Великобританії з 8 326 американськими солдатами на борту. Пливучи 28 вузлів, він прибув в Гурок (Шотландія) рівно місяцем пізніше. Що стосується Аquitania, він покинув Сідней одночасно з Queen Mary та прибув до Нью-Йорка 4 травня.
Після їх приїзду в Австралію всі члени 9-ї дивізії дістають три тижні відпустки. Потім чоловіки зібралися в столиці своєї держави та відвідали вітальні марші, організовані як для вітання вкладу дивізії на Близькому Сході, так і оголошення про кампанію військових зобов'язань. Наприкінці цих урочистостей дивізія перегруповується у тренувальних таборах, розташованих на плато Етертон, на півночі Квінсленду, де вона закінчила тренування до війни в джунглях. Оскільки особовий склад дивізії все ще дуже значний після підкріплень, призначених перед від'їздом на Близький Схід, надлишок чоловіків переводиться до одиниць першої австралійської імперської сили. У вересні 1943 року 9-а дивізія бере участь у наступі проти японських сил під час кампанії Саламуа Ле, в Новій Гвінеї  · . Без репатріації дивізії частина цієї місії була б доручена набагато менш досвідченим підрозділам міліції.